# Svart tusenfotingssnok
Svart tusenfotingssnok (Aparallactus guentheri) är en ormart inom familjen stilettormar som tillhör släktet tusenfotingssnokar.

## Kännetecken
Längden ligger mellan 30 och 45 centimeter. Djuret har en smal och slank kropp, med blå-grå eller svartaktig rygg och gula markeringar vid nacken. Underkäken och magen är vit. Ormen är giftig, men normalt inte farlig för människor.

## Utbredning
Arten lever i östra Zimbabwe, Zambia, Malawi, Kenya, Angola, norra  Moçambique och södra Tanzania, samt på Zanzibar.

## Levnadssätt
Lever i regniga skogar med riklig växtlighet, ofta i närheten av vatten. Typisk miljöer är landområdena kring Malawisjön och floden Shire och östra Ulugurubergen i Tanzania. Födan består av skorpioner och tusenfotingar, som den finner under nerfallna träd och i områden med mycket fuktighet. Fortplantningen är ovipar.